# Distretto di Colcamar
Il distretto di Colcamar è un distretto del Perù nella provincia di Luya (regione di Amazonas) con 2.395 abitanti al censimento 2007 dei quali 1.394 urbani e 1.001 rurali.
È stato istituito il 5 febbraio 1861.

## Località
Il distretto è formato dall'insieme delle seguenti località:
- Colcamar
- Golac
- Fundo Burgos
- Llactapampa
- Utcubamba
- Olclon
- Ponaya
- La Pampa
- Shipamarca
- Chuquichaca
- Sargento
- Telpes
- Cocha
- Queta
- Quillillic
- Vilaya